# Richard Swinburne
Richard Swinburne, född 26 december 1934 i Smethwick i dåvarande Staffordshire, är en brittisk filosof, professor emeritus vid Oxford University. Har främst gjort sig känd inom religionsfilosofin, där han försvarat tron på Gud. Bland annat märks ett försvar för det teleologiska Gudsbeviset.

## Biografi
Efter militärtjänstgöring i Royal Navy, då han var rysk tolk, började Swinburne studera vid Exeter College, Oxford, och avlade examen som Bachelor of Arts med ämnena filosofi, statskunskap och nationalekonomi 1957 med högsta betyg, varefter han fortsatte med fördjupade filosofistudier. 1958 började han undervisa vid St. John's College, Oxford, och studerade samtidigt teologi. Han har sedan dess varit verksam vid University of Leeds, University of Hull och University of Maryland som lektor. 1972 utsågs han till professor i filosofi vid University of Keele, där han var verksam till 1985, då han erhöll Nollothprofessuren i den kristna religionens filosofi vid University of Oxford. I den egenskapen blev han emeritus 2002. Han är medlem av British Academy.
Swinburne är sedan 1995 medlem av Grekisk-ortodoxa kyrkan.

## Verk
Richard Swinburne, som först tänkte bli präst, började sina filosofiska studier med att fokusera vetenskapshistoria, eftersom han ansåg att Oxford underlåtit att hålla sig ikapp med det vetenskapliga utvecklingen. Från tiden i Kingston upon Hull gled han in på vetenskapsfilosofi, och han skrev där sin första bok, Space and Time (1968). Han kom under denna tid fram till att kristendomen måste anpassa sig vetenskapen. När han var professor i Keele förändrades hans akademiska förhållning, och han skrev där trilogin The Coherence of Theism (1997, 1993), The Existence of God (1979; 2004), och Faith and Reason (1981; 2005). Dessa utgår från den naturliga teologin, för att genom den samtida vetenskapen finna bevis för Guds existens. Därefter koncentrerade Swinburne sin forskning på att lösa problemet med att uppställa en distinktion mellan kropp och medvetande, en fråga som upptagit medvetandefilosofin sedan Descartes, och han skrev verk där han utlade sin syn på identiteten och den själsliga utvecklingen.
2001 utkom han med The Resurrection of God Incarnate i vilken han söker ge vetenskapliga belägg för Jesu uppståndelse.

### Fotnoter
1. ↑  Internet Philosophy Ontology project, läst: 9 oktober 2017.[källa från Wikidata]

### Allmänna källor
- Richard Swinburne, hemsida vid Oxford University
- Presentation vid Gifford lectures hemsida